# David Carson (designer)
David Carson (Corpus Christi, 8 settembre 1955) è un designer statunitense.

## Biografia
Fin da giovane età, viaggia con la famiglia in tutto il mondo. Negli anni settanta lavorava come surfer professionista, e nel 1980 conosce il mondo della grafica durante un corso alla University of Arizona. Si iscrive alla San Diego State University e successivamente alla Oregon College of Commercial Art. Ottiene il dottorato in Arte e Sociologia grazie a uno stage in Svizzera tenuto da Hans-Rudolf Lutz.
Tra il 1982 e il 1987, lavora come insegnante di grafica alla Torrey Pines High School di San Diego. Avendo esperienza sia nel mondo del surf che della grafica, Carson si specializza come grafico per riviste di surf e dintorni, come skateboard, musica e moda durante tutti gli anni ottanta. Cura l'immagine di riviste come Transworld Skateboarding e Surfer, ma raggiunge la fama internazionale come direttore artistico della allora nota rivista di moda giovanile Ray Gun (1992-1995), dove propone un uso innovativo e sperimentale della grafica e un massiccio impiego di caratteri tipografici come elementi puramente grafici. Il suo stile è precursore di quella che viene definita "grunge typography".
Nel 1995 pubblica il suo primo libro, End of Print, che raccoglie diverse sue creazioni, e che rimane a tutt'oggi il libro di grafica della comunicazione più venduto di tutti i tempi. Lo stesso anno apre un suo studio a New York, il David Carson Design, che comincerà ad attrarre clienti come Pepsi, Ray Ban, Nike, Microsoft, Giorgio Armani, NBC, American Airlines, Levis, AT&T, British Airways, Kodak, Sony, Suzuki, Toyota, Warner Bros., CNN, MTV, Fox TV, Nissan, Mercedes, MGM e di gruppi musicali come i Nine Inch Nails, per i quali curerà l'artwork dell'album The Fragile del 1999.
Dal 2000 lavora nel suo nuovo studio a Charleston, nella Carolina del Sud.

## Premi e riconoscimenti
Nel periodo dal 1989 al 2004, Carson ha ottenuto più di 170 Awards, tra cui:
- Best Overall Design, Society of Publication Designers, New York;
- Cover of the Year, Society of Publication Designers, New York;
- Award of Best Use of Photography in Graphic Design;
- Designer of the Year 1998, International Center of Photography;
- Designer of the Year 1999, International Center of Photography;
- Master of Typography, Graphics magazine, New York;